# 大流士一世

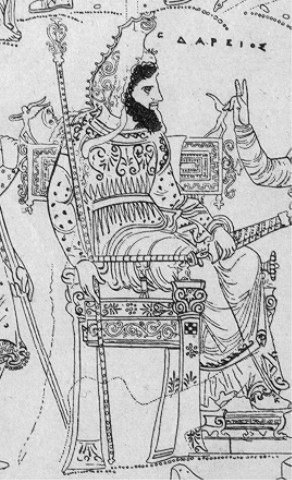
在古希臘岩洞中大流士畫像

大流士一世（羅馬化：Dārayava(h)uš；前550年—前486年），即大流士大帝，公元前521年至前485年波斯阿契美尼德帝国君主。基督教和合本《圣经》译本译作「大利乌」，天主教思高《圣经》译本译作「达理阿」。
大流士一世宣稱自己属于阿契美尼德皇室远支（居魯士圓柱上的詳細家譜根本沒有提到阿契美尼斯的存在），本无继承资格，但在冈比西斯二世出征埃及3年后，波斯国内发生了巴尔狄亚动乱，而冈比西斯二世则在回军途中突然去世，大流士一世趁机平定了动乱，消除了穆护对皇位的威胁，成为波斯国王。登基后，大流士一世历经多年平定各地叛乱，在国家稳定后，颁布了大流士法典，向各省派遣军事长官和财务长官。大流士一世重视帝国的情报网络系统，以此监督地方官员，并直接确定和收取各省税额，加强中央集权。在商业上，大流士改革税法，调整度量衡和货币，并鼓励通商，积极探索海上通道，凿通了红海和尼罗河之间的运河，派遣卡里安达的西拉克斯探寻印度河入海口，促进了各省商业繁荣。在军事上，大流士平定各地叛乱后发起了对斯基泰人和希腊人的战争，都未达成目的。

## 簡介
对大流士生平的记载，主要来自在今伊朗西南部克尔曼省札格羅斯山发现的贝希斯敦铭文（根据离它最近的村庄名称），铭文镌刻在离地100米高的峭壁上，有25米长，使用了三种文字对照：古波斯语、埃兰语和阿卡德语。虽然铭文是大流士授意镌刻的，但根据古代希腊历史学家希罗多德和克特西亚斯的记载对比，许多主要史实还是比较真实的。
大流士單方面宣稱自己属于皇室家族的分支，为波斯安息省长希斯塔斯佩斯的儿子，阿尔萨米斯之孙，阿里亚兰尼斯曾孙，泰斯帕斯四世孙，阿契美尼斯五世孙。大流士早年时，居鲁士大帝还怀疑他曾参与反对皇室的阴谋。居鲁士去世后，居鲁士的儿子冈比西斯二世登基，他作为侍卫，随著冈比西斯二世出征埃及，前521年3月，冈比西斯二世逝世，居鲁士的另一个儿子巴尔狄亚（大流士宣稱是一名穆护高墨達冒充）在米底即位。大流士赶往米底，在6家波斯贵族的帮助下，在当年10月杀死巴尔狄亚，宣布他为阿契美尼德家族合法继承人，即位为皇帝，并和居鲁士大帝之女阿托莎结婚，当时大流士的父亲和祖父尚在世，所以他并没有得到普遍认可，各地贵族纷纷起兵，东方各省先后宣布独立。大流士虽然手无重兵，但因为各地造反互不协调，独立作战，所以从公元前520年到前519年间，他仍能将各地造反一一平定。（以大流士一世為篡位者的觀點來看，則並非稱為平定造反，而是靠武力打敗所有不服其篡位的反對者）
公元前519年，他进攻里海东岸的斯基泰人，进兵印度河谷，前518年巡察埃及，前513年他征服希腊色雷斯东部，然后跨过多瑙河，进攻欧洲的斯基泰人，据希罗多德记载，他甚至已经到了伏尔加河沿岸，他夺取了爱琴海上的几个岛屿，马其顿人已经投降。
根据铭文记载大流士具有很强的组织能力，他健全了国内的行政制度，把全国划分为大約20个省区，明文确定各省的贡赋数目，统一货币和度量衡，铸造金币，将波斯帝国的疆域扩大到高加索山区。他虽然极度信仰琐罗亚斯德教，但他奉行信仰自由政策，尊重所辖各民族自己的宗教信仰，允许犹太人在耶路撒冷重修神殿，也允许各民族修整自己的神殿，他的名字也在埃及的孟菲斯神庙的铭文中出现过，甚至在梵蒂冈的铭文中都出现过，他允许其他宗教的祭司掌管当地的宗教权力，为阿波罗神庙地产免税，所以在波希战争中，所有小亚细亚和欧洲的希腊神庙祭司都站在波斯一边，警告希腊不要抵抗。
他执行促进帝国商业和贸易的计划，开辟海上航路，他派舰队探索印度洋，打通从印度河口到埃及的海上航线，开辟从尼罗河到苏伊士的运河，根据铭文可以看出，他的船只可以从尼罗河穿过红海和曼德海峡直达波斯湾（当时尚没有苏伊士运河）。
他的船队曾经到过迦太基（现在的突尼斯），探索过西西里岛和亚平宁半岛。
公元前547年，波斯的居鲁士二世征服了爱奥尼亚，但此后爱奥尼亚的希腊文城邦一直在寻求独立。波斯人为了便于统治，遂给这些城邦委任了僭主。到了前499年，米利都和阿里斯塔格拉斯的僭主在波斯的支持下出海远征纳克索斯岛失败而被解任。阿里斯塔格拉斯趁机鼓动整个小亚细亚的希腊语地区起来反抗波斯的统治，由此拉开了爱奥尼亚叛乱的序幕。随着叛乱的发展，越来越多的小亚细亚小国被卷入到这场纷争中。雅典和埃雷特里亞则为阿里斯塔格拉斯人提供军事援助，于前498年协助后者占领并焚毁了波斯的地方首府萨第斯。前497年至前495年之间战况一时陷于胶着，但波斯人随后重组军队进击叛乱的震中米利都，在拉德海战中彻底击溃了叛军，于前493年将叛乱镇压下去。
为了确保波斯帝国日后不受叛乱的威胁，同时加大对内陆希腊人的影响，大流士一世决定先发制人征服希腊。他誓言要向雅典和埃雷特里亞报萨第斯被焚的一箭之仇。第一次出征始于前492年，波斯将军马多尼乌斯指挥下军队攻下了色雷斯和马其顿，却因征途中的小差错而功败垂成。波斯人又于前490年派去了第二支军队，在达提斯和阿塔佛涅斯的指挥下横渡爱琴海，占领了基克拉泽斯，围困了埃雷特里亚并最终将其夷为平地。他们随后挥师雅典，却在马拉松战役被雅典军队大败。波斯人的第一次出征就此止步，前486年埃及爆发叛亂，平叛后他准备第三次远征雅典，但於前485年10月去世。
阿契美尼德王朝还有两位大流士：大流士二世和末代君主大流士三世，大流士三世被亚历山大大帝击败后于逃亡途中被部下所杀，而后波斯被马其顿帝国灭亡。

## 疑點
現今多數歷史學家都認為大流士一世才是篡位者，所以才造成各地不服，其宣稱的高墨達是被居魯士砍下耳朵的拜火教僧侶更是疑點，甚至可以說整個波斯歷史，甚至阿契美尼德家族的家譜、都可能是為了使自己的統治合法性而杜撰出來。所以被稱為寬容宗教的居魯士，就不可能會是同時信瑣羅亞斯德教又砍下拜火教僧侶的耳朵。從此證明高墨達冒充巴爾狄亞事件是充滿破綻的。（若居魯士跟大流士一世都是信瑣羅亞斯德教，就不會有砍下瑣羅亞斯德教僧侶的耳朵這事情，若居魯士不是瑣羅亞斯德教，而大流士一世是信瑣羅亞斯德教的，那很可能大流士一世根本與居魯士一家不是同一個家族，所以信仰不同，從此顯出大流士一世篡位的事實來。）很顯然，是大流士一世篡位之後，大流士一世將自己所信奉的瑣羅亞斯德教，套用到居魯士家族身上，從而杜撰了虛假歷史來掩飾自己篡位的事實，卻露出破綻。
根據居魯士大帝的繼承人岡比西斯二世延續宗教寬容政策，與歷史上記述的岡比西斯二世殘暴的說法有所出入，此可能是杜撰歷史。希羅多德的書上說岡比西斯二世不尊重被征服地區的宗教，甚至下令殺死了埃及人視為聖物的神牛阿匹斯，而考古發掘出的阿匹斯墓碑則發現岡比西斯二世不但沒有宗教迫害，還在神牛阿匹斯病逝後，以法老的身份參加了阿匹斯的葬禮。
最後，既得利益者，則為曾經被居魯士大帝懷疑叛變，卻登上波斯王位的大流士一世。
從考古出土發現的居魯士圓柱上面的詳細家譜卻沒有阿契美尼斯這個由大流士大帝宣稱的共同祖先存在，可基於此證據，判斷出大流士大帝是篡位者的事實。

## 延伸閱讀
- Abott, Jacob, , New York: Harper & Bros, 1850  [2012-02-10], （原始内容存档于2012-11-10）
- Balentine, Samuel, , Minneapolis: Fortress Press, 1999  [2012-02-10], ISBN 9780800631550, （原始内容存档于2011-05-11）
- Bedford, Peter,  illustrated, Leiden: BRILL, 2001  [2012-02-10], ISBN 9789004115095, （原始内容存档于2011-05-11）
- Bennett, Deb, , Solvang, CA: Amigo Publications, Inc., 1998  [2012-02-10], ISBN 0965853306, （原始内容存档于2012-11-02）
- Boardman, John, , The Cambridge ancient history IV II, Cambridge: Cambridge University Press, 1988  [2012-02-10], ISBN 0521228042, （原始内容存档于2012-11-08）
- Boyce, Mary, , London: Routledge, 1979, ISBN 0710001215
- Cook, J. M., , , Cambridge History of Iran 2, London: Cambridge University Press, 1985
- Safra, Jacob, , Encyclopædia Britannica Inc, 2002, ISBN 0852297874
- Sélincourt, Aubrey, , London: Penguin Classics, 2002  [2012-02-10], ISBN 0140449086, （原始内容存档于2012-11-02）
- Shahbazi, Shapur, ,  7, New York: Columbia University, 1996  [2012-02-10], （原始内容存档于2011-04-29）
- Siliotti, Alberto, , Vercelli, Italy: VMB Publishers, 2006, ISBN 8854004979
- Spielvogel, Jackson, , Belmont, CA: Thomson Wadsworth, 2009, ISBN 0495502855
- Tropea, Judith, , New York: Bantam Books, 2006  [2012-02-10], ISBN 0553383930, （原始内容存档于2012-11-08）
- Van De Mieroop, Marc, , "Blackwell History of the Ancient World" series, Hoboken, NJ: Wiley-Blackwell, 2003, ISBN 978-0631225522
- Verlag, Chronik, , Old Saybrook, CT: Konecky and Konecky, 2008, ISBN 1568526806
- Duncker, Max, Evelyn Abbott , 编,  Volume 6, R. Bentley & son, 1882
- Egerton, George, , Routledge, 1994, ISBN 9780714634715
- Moulton, James, , Kessinger Publishing, 2005, ISBN 9781417974009, （原始内容存档于2012-11-11）
- Del Testa, David,  illustrated, Greenwood Publishing Group, 2001  [2012-02-10], ISBN 9781573561532, （原始内容存档于2012-11-11）
- Poolos, J,  illustrated, Infobase Publishing, 2008  [2012-02-10], ISBN 9780791096338, （原始内容存档于2012-11-11）
- Farrokh, Kaveh, , Osprey Publishing, 2007  [2012-02-10], ISBN 9781846031083, （原始内容存档于2012-11-11）
- Beckwith, Christopher,  illustrated, Princeton University Press, 2009  [2012-02-10], ISBN 9780691135892, （原始内容存档于2012-11-11）
- Chaliand, Gérard,  illustrated, annotated, Transaction Publishers, 2004  [2012-02-10], ISBN 9780765802040, （原始内容存档于2012-11-11）
- Woolf, Alex; Steven Maddocks, Richard Balkwill, Thomas McCarthy,  illustrated, Marshall Cavendish, 2004  [2012-02-10], ISBN 9780761474562, （原始内容存档于2012-11-11）
- Ross, William; H. G. Wells,  illustrated, Barnes & Noble Publishing, 2004  [28 July 2011], ISBN 9780760758663, （原始内容存档于2012-11-11）
- Abbott, Jacob, , Cosimo, Inc., 2009  [2012-02-10], ISBN 9781605208350, （原始内容存档于2012-11-11）

| 前任： 巴爾狄亞 （篡位者） | 波斯国王 | 继任： 泽克西斯一世 |

| 前任： 巴爾狄亞 | 埃及法老 | 继任： 泽克西斯一世 |